# Umihara Kawase
Umihara Kawase (海腹川背?) är en datorspelsserie i genren plattforms-pusselspel, som främst har utvecklats av designern, regissören och programmeraren Kiyoshi Sakai och illustratören Toshinobu Kondo på flera olika företag. Det första spelet i serien, som heter just Umihara Kawase, utvecklades på TNN och gavs ut av det japanska TV- och radiobolaget NHK till Super Famicom den 23 december 1994 i Japan.
I spelen tar spelaren rollen som en ung kvinna vid namn Kawase Umihara (海腹川背 Umihara Kawase?) som har ett fiskespö som kan krokas fast vid de flesta ytor i spelet, och som sedan kan användas för att svinga sig omkring.

## Datorspel
| Titel | Detaljer |
| --- | --- |
| Umihara Kawase (海腹川背) Ursprungliga utgivningsdatum: JP: 23 december 1994 NA: 21 april 2015 PAL: TBA 2015                   | Utgivningsår efter system: 1994 – Super Famicom 2009 – Nintendo DS 2015 – Playstation Vita, Microsoft Windows |
| Umihara Kawase (海腹川背) Ursprungliga utgivningsdatum: JP: 23 december 1994 NA: 21 april 2015 PAL: TBA 2015                   | Noteringar: - Utvecklad på TNN, och utgiven av NHK. - Släpptes till Nintendo DS år 2009 som en del av spelet Umihara Kawase Shun: Second Edition: Kanzenhan. - Släpptes till Playstation Vita år 2015 som en del av spelet Sayonara Umihara Kawase +; detta är den första versionen som är tillgänglig utanför Japan. |
| Umihara Kawase Shun (海腹川背・旬) Ursprungliga utgivningsdatum: JP: 28 februari 1997                                          | Utgivningsår efter system: 1997 – Playstation 2008 – Playstation Portable 2009 – Nintendo DS 2015 – Microsoft Windows |
| Umihara Kawase Shun (海腹川背・旬) Ursprungliga utgivningsdatum: JP: 28 februari 1997                                          | Noteringar: - Utvecklad på Jack Pot och Clary, och utgiven av Xing Entertainment. - Titeln betyder "Kawase Umihara i säsong". - Den första utgåvan av spelet innehåller produktplacering för Mitchell, en producent av fisketillbehör. - Återsläpptes den 20 januari 2000 under titeln Umihara Kawase Shun: Second Edition, med fler nivåer och utan produktplacering. - Porterades den 27 mars 2008 till Playstation Portable av Rocket Studios; den här versionen innehåller flera buggar, och blev ett kommersiellt misslyckande. - Porterades den 29 oktober 2009 till Nintendo DS under titeln Umihara Kawase Shun: Second Edition: Kanzenhan av Genterprise; den här versionen innehåller även en portering av det första Umihara Kawase-spelet. |
| Sayonara Umihara Kawase (さよなら 海腹川背) Ursprungliga utgivningsdatum: JP: 20 juni 2013 NA: 20 mars 2014 PAL: 25 april 2014 | Utgivningsår efter system: 2013 – Nintendo 3DS 2015 – Playstation Vita, Microsoft Windows |
| Sayonara Umihara Kawase (さよなら 海腹川背) Ursprungliga utgivningsdatum: JP: 20 juni 2013 NA: 20 mars 2014 PAL: 25 april 2014 | Noteringar: - Utvecklad på, och utgiven av, Agatsuma Entertainment. - Titeln betyder "Farväl, Kawase Umihara". - Släpptes av Natsume i Nordamerika under titeln Yumi's Odd Odyssey (sv. "Yumis udda odyssé"). - Släpptes till Playstation Vita den 21 april 2015 under titeln Sayonara Umihara Kawase Chirari i Japan och Sayonara Umihara Kawase + i Europa och Nordamerika; den här versionen innehåller fler nivåer och en portering av det första Umihara Kawase-spelet. |